# Народный поэт (писатель) Дагестана
Народный поэт (писатель) Республики Дагестан — почётное звание Республики Дагестан. Учреждено законом Республики Дагестан от 2 октября 1995 года № 6 «О государственных наградах Республики Дагестан».

## Основания награждения
Звание присваивается поэтам, писателям, драматургам, прозаикам, литературоведам, создавшим выдающиеся, широко известные художественные произведения, значительные литературоведческие труды.

## Народные поэты
- Цадаса, Гамзат — аварский советский поэт и драматург, переводчик, государственный деятель. Народный поэт Дагестанской АССР (1934).

- Гаджиев, Загид Гаджиевич — аварский поэт, переводчик и драматург. Народный писатель Дагестанской АССР (1958).
- Расул Гамзатов — аварский, советский поэт и политический деятель. Народный поэт Дагестанской АССР (1959).
- Гаирбекова, Машидат Гаджиевна — советская и аварская поэтесса. Народная поэтесса Дагестанской АССР (1969).
- Алиева, Фазу Гамзатовна — советская, аварская поэтесса и прозаик. Народная поэтесса Дагестанской АССР (1969).

- Муталиб Митаров — табасаранский поэт и писатель. Народный писатель Дагестана (1990).
- Магомедов, Муса Магомедович — аварский поэт и писатель. Народный писатель Дагестана (1991).
- Абасов Магомед Абасович — советский и российский аварский поэт, народный поэт Республики Дагестан (1995).
- Даганов Абдулла Газимагомедович — аварский поэт и прозаик, переводчик. Народный поэт Дагестана (1997).
- Ахмедов Магомед Ахмедович — аварский, российский поэт. Председатель Союза писателей Дагестана (2005).
- Зайнулабидов, Максуд Магомедович — аварский, российский поэт и писатель. Народный поэт Дагестана (2012).
- Расулова Баху-Меседу Гаджиевна — российская аварская поэтесса. Народная поэтесса Дагестана (2014).

- Батирова, Залму Магомедовна — советская и российская аварская поэтесса. Народная поэтесса Дагестана (2015).
- Казиев, Шапи Магомедович — советский и российский писатель, историк и драматург. Народная писатель Дагестана (2016).
- Магомедов, Курбанмагомед Рамазанович — аварский поэт и писатель. Народный писатель Дагестана (2016).
- Гамзаев, Магомед Алиевич — аварский поэт и писатель. Народный писатель Дагестана (2017).
- Абдулхалимов Магомед Абдулхалимович — аварский поэт и писатель. Народный писатель Дагестана (2018).
- Магомедова, Сабигат Усмановна — российская аварская поэтесса. Народная поэтесса Дагестана (2019).

## Национальный состав
Среди народных писателей и поэтов национальный состав следующий:
- Аварцы - 17
- Кумыки - 14
- Лезгины - 10
- Даргинцы - 7
- Лакцы - 7
- Русские - 2
- Табасаранцы - 2
- Ногайцы - 2
- Таты - 1

## Присвоение почётного звания по годам

### Первые народные
- Первыми поэтами, получившими это почётное звание, стали: Сулейман Стальский (лезгин), Гамзат Цадаса (аварец) и Абдулла Магомедов (кумык).
- Первый лакец, народный поэт Дагестана - Абуталиб Гафуров.
- Первый даргинец - Ахмедхан Абу-Бакар.
- Первая народная поэтесса - Фазу Алиева.
- Первый табасаранец - Муталиб Митаров.
- Первый и единственный тат - Хизгил Авшалумов.
- Первая ногайка- Бийке Кулунчакова.
- Первая русская - Наталья Капиева.

### Самые, самые
- Самый молодой народный поэт (писатель) Дагестана — Расул Гамзатов (стал им в 35 лет)
- Самая пожилая народная поэтесса (народный поэт) — Наталья Капиева (стала им в 90 лет)

### Народный писатель (поэт) Дагестанской АССР

#### 1934
- Магомедов А. (1869—1937)
- Сулейман Стальский (1869—1937)
- Цадаса Г. (1877—1951)

#### 1939
- Гафуров А. (1882—1975)

#### 1940
- Акавов А. (1909—1958)

#### 1943
- Хурюгский Т. (1893—1959)

#### 1951
- Казияв А. (1888—1964)

#### 1958
- Гаджиев З. (1898-1971)

#### 1959
- Гамзатов Р. (1923—2003)

#### 1964
- Аджиев А.[1] (1914—1991)

#### 1966
- Хаппалаев Ю. (1916—2006)

#### 1969
- Абу-Бакар А. (1931—1991)
- Алиева Ф. (1932—2016)
- Гаирбекова М. (1927—2015)

#### 1971
- Меджидов К. (1911—1974)

#### 1978
- Рашидов Р. (1928—2011)

#### 1982
- Рабаданов С. (1932—1995)

#### 1990
- Аджаматов А. (1910—1998)
- Митаров М. (1920—2011)

#### Год присвоения неизвестен
- Магомедов М. (1926—1997)
- Мурадов Ш.-Э. (1913—1996)
- Сулейманов А.-В. (1909—1995)

### Народный писатель (поэт) Республики Дагестан

#### 1992
- Авшалумов Х. (1913—2001)
- Яхьяев М.-С. (1922—2006)

#### 1994
- Кулунчакова Б.[2] (род. в 1946)
- Курбанова С. (1920—2010)

#### 1995
- Абасил Магомед (1932—2014)

#### 1996
- Атабаев М. (1938—2017)

#### 1997
- Даганов А. (1940—2012)
- Расулов М.-Р. (1936—2017)

#### 1998
- Абуков К. (род. в 1938)

#### 1999
- Капиева Н. (1909—2002)
- Салимов Б. (1929—2014)
- Хаметова Х. (род. в 1938)

#### 2000
- Гамидов М. (1930—2016)

#### 2005
- Ахмедов М. (род. в 1956)

#### 2010
- Абдулманапова А. (род. в 1946)
- Давыдов М. (род. в 1939)
- Джачаев А. (род. в 1939)
- Керимов И. (1922—2012)
- Мантаева У. (1924—2011)

#### 2012
- Увайсов С.[3] (род. в 1935)
- Зайнулабидов М.[4] (род. в 1938).

#### 2013
- Алишева Ш.-Х.[5] (род. в 1947)
- Исмаилов А. (род. в 1947)

#### 2014
- Ахмедова М. (род. в 1952)
- Расулова Б. (род. в 1954)
- Колюбакина М.

#### 2015
- Батирова З. (род. в 1941)
- Касумов С. (род. в 1946)

#### 2016
- Исрапилова К.[6][7] (род. в 1961)
- Казиев Ш. (род. в 1956)
- Кардаш А. (род. в 1961)
- Дадашев М. (род. в 1936)
- Магомедов К. (род. в 1951)

#### 2017
- Аджиев Б. (род. 1950)
- Гамзаев М. (род. 1966)

#### 2018
- Абдулхалимов М. (род. 1936)
- Бабаханов Майрудин Бабаханович (род. 1958)[8]
- Багомедов Расул Мусаевич. (род. 1932)
- Шахмарданов Шахвелед Ибрагимович. (род. 1948)

#### 2019
- Магомедова, Сабигат Усмановна (род. 1962)
- Мусаев, Кичибек Мусаевич (род. 1937)

2022
- Курбан Халикович Акимов (род. 1938)[9][10]
- Анварбек Кутеевич Култаев (род. 1940)[11]